# Hôpital général de Ndjili
L’Hôpital général de Ndjili est un hôpital de la ville de Kinshasa qui desservira la commune de Ndjili et les communes voisines de Masina, Kimbanseke et Matete ou encore Nsele et Maluku. Il a été construit en 15 mois par des compagnies chinoises, en coopération entre la Chine et la république démocratique du Congo. Son inauguration, faite par le vice-président de la République Yerodia Abdoulaye Ndombasi a eu lieu le mardi 6 juin 2006.
La coopération en la Chine et le Congo provient d'un accord signé en avril 2001. Le contrat de construction a été signé en octobre 2002 avec le ministre de la Santé publique. Et en 2004, le plan de l'hôpital a été approuvé. La construction fut un don de 48 millions de Yuan de la part de la Chine au peuple congolais.
Cet ouvrage fait partie d'un groupe de réalisations de la Chine au Congo tel que le palais du Peuple, le stade des Martyrs et le pont Matadi.
Bien qu’inauguré en juin 2006, l’hôpital n’est toujours pas mis en service. Le gouvernement de transition n’ayant pas réhabilité les routes d’accès à l’hôpital et n’ayant pas verser sa part destinée au démarrage. Le 14 avril 2007, le démarrage de l’hôpital est une des priorités du gouvernement Gizenga.
La surface bâtie est de 8 000 m² sur une superficie de 10 000 m².
Il est situé non loin de la paroisse Sainte Thérèse.